# Bioci
Bioci (Биоци) è un centro abitato della Bosnia ed Erzegovina, compreso nel comune di Trebigne.